# Udaya Movies
 (mai 2017).
Si vous disposez d'ouvrages ou d'articles de référence ou si vous connaissez des sites web de qualité traitant du thème abordé ici, merci de compléter l'article en donnant les références utiles à sa vérifiabilité et en les liant à la section « Notes et références ».
Udaya Movies est une station régionale indienne de télévision par câble en langue Kannada et fait partie du Sun Network. La chaîne est diffusée dans plusieurs pays, dont l'Inde, le Sri Lanka, Singapour et la Malaisie. Initialement lancé comme Ushe TV, il a été renommé.
Quelques-uns des autres canaux du groupe Sun Network sont: Udaya TV, Udaya News (24 heures sur Kannada News Channel), Udaya music (une chaîne de musique Kannada 24 heures sur 24), Udaya Movies (une chaîne de 24 heures Kannada Movies) et Udaya Comedy (une chaîne de comédie Kannada 24 heures sur 24).